# Бистрица (Горњи Вакуф-Ускопље)
Бистрица је насељено место у Босни и Херцеговини у општини Горњи Вакуф-Ускопље. Административно припада Федерацији Босне и Херцеговине, односно њеном Средњобосанском кантону. Према попису становништва из 2013. у насељу је било 1.419 становника, а већинско становништво у насељу били су Хрвати.

## Становништво
По последњем службеном попису становништва из 2013. године у насељу Бистрица живело је 1.419 становника, а село је било етнички хетерогено са мешовитом хрватско-бошњачком популацијом.
| Националност | 2013. | 1991.        | 1981.        | 1971.        |
| Бошњаци      | —     | 781 (45,59%) | 749 (47,98%) | 603 (46,46%) |
| Хрвати       | —     | 914 (53,36%) | 781 (50,03%) | 666(51,31%)  |
| Срби         | —     | 7 (0,40%)    | 6 (0,38%)    | 20 (1,54%)   |
| Југословени  | —     | 4 (0,23%)    | 10 (0,64%)   | 0            |
| остали       | —     | 7 (0,40%)    | 15 (0,96%)   | 9 (0,69%)    |
| Укупно       | 1.419 | 1.713        | 1.561        | 1.298        |